# Рацлавічкі
Рацлавічкі (пол. Racławiczki) — село в Польщі, у гміні Стшелечки Крапковицького повіту Опольського воєводства.
Населення — 785 осіб (2011).

## Демографія
Демографічна структура станом на 31 березня 2011 року:
|          | Загалом | Допрацездатний вік | Працездатний вік | Постпрацездатний вік |
| -------- | ------- | ------------------ | ---------------- | -------------------- |
| Чоловіки | 392     | 73                 | 267              | 52                   |
| Жінки    | 393     | 64                 | 243              | 86                   |
| Разом    | 785     | 137                | 510              | 138                  |